# Красноярка (Амурське сільське поселення)
Красноярка (рос. Красноярка) — село Усть-Коксинського району, Республіка Алтай Росії. Входить до складу Амурського сільського поселення.
Населення — 56 осіб (2015 рік).